# Truppenbetreuung

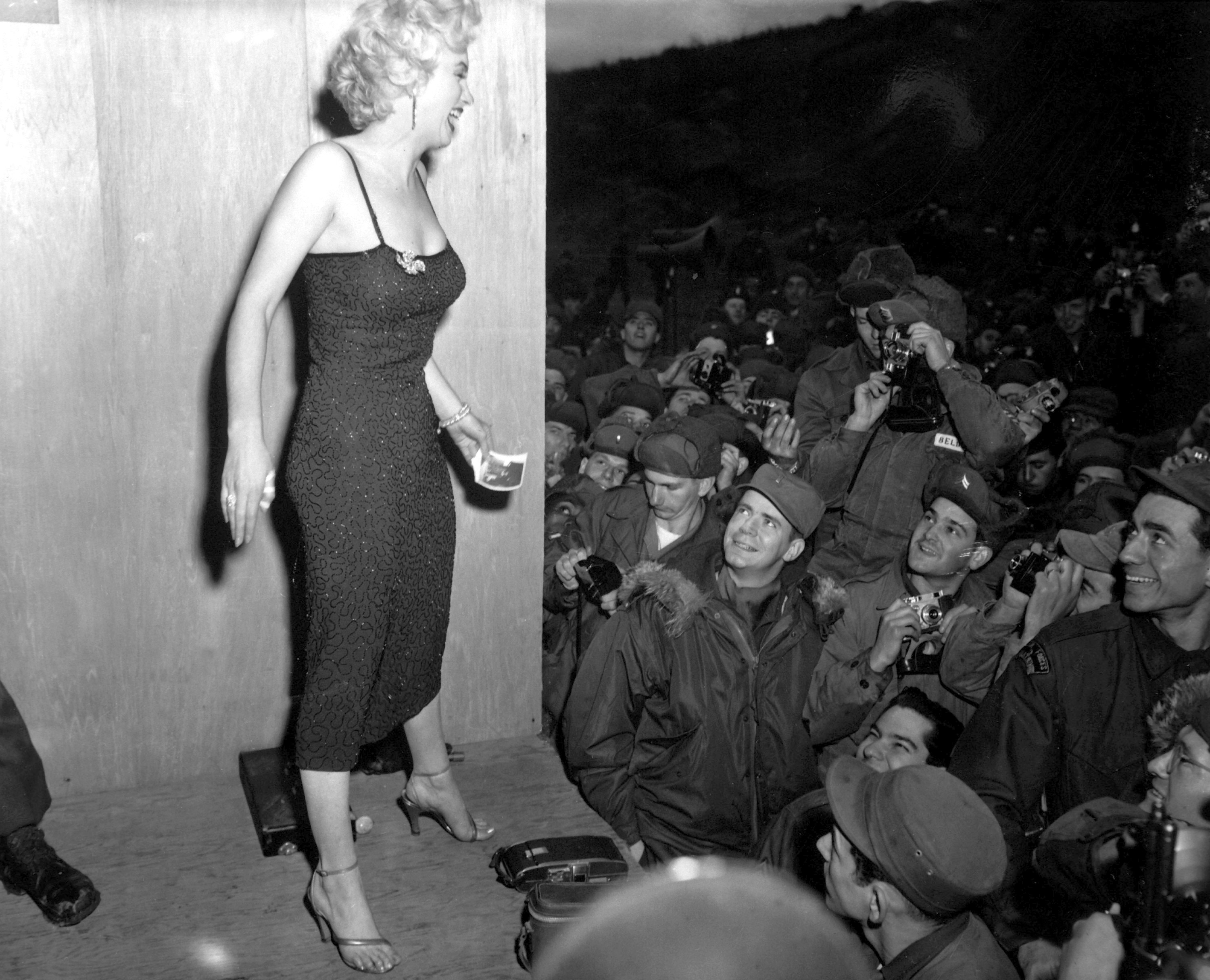
Marilyn Monroe auf einer Veranstaltung für Soldaten der 3. US-Infanteriedivision im Koreakrieg (1954)

Die Truppenbetreuung strebt an, Soldaten, insbesondere kämpfende Truppen, zu unterhalten, abzulenken und aufzumuntern. Sie umfasst alle Zuwendungen an die Truppe, die über Lebensmittel, Kleidung und Bewaffnung hinausgehen.
Zur Truppenbetreuung gehört auch die Organisation der Feldpost, welche die Truppe sowohl mit der Heimat als auch die Truppen untereinander verbindet. Für Unterhaltungs- und Informationszwecke der Truppen werden außerdem die Soldatensender betrieben, die je nach Ausrichtung auch für Propagandazwecke eingesetzt werden können.
Ein weiterer Bestandteil der Truppenbetreuung sind Aktivitäten der Kirchen und Religionsgemeinschaften im militärischen Kontext im Rahmen der Militärseelsorge.

## Geschichte
Von alters her wurden kämpfende Truppen von einem Tross von Händlern und Prostituierten begleitet. Ebenfalls zur Truppenbetreuung zählten schon immer Priester und Rauschmittel. Im Tagesbefehl werden den Truppen neben militärischen Vorgaben gelegentlich auch Stimmungen, Wünsche und Grüße aus der Heimat mitgeteilt.
War die Wehrmacht zu Beginn des Zweiten Weltkriegs an einer kulturelle Betreuung von Wehrmachteinheiten noch desinteressiert, so sah sie ein Jahr später Entspannung und Erholung „insbesondere nach einem die Kräfte stark beanspruchenden militärischen Einsatz“ als „unentbehrlich“ an. Sollte die „seelische Förderung“ durch Inhalte wie gehobene Bühnenkunst und klassische Musik gewährleistet werden, waren für die reine Unterhaltung Sport, Filmvorführungen und Kleinkunstaufführungen vorgesehen. Der Film Fronttheater von 1942 thematisiert die Erlebnisse einer Schauspielerin auf einer Fronttheater-Tournee. Im Deutsch-Sowjetischen Krieg gewann die Truppenbetreuung neben der Propagandatätigkeit und der Militärseelsorge eine nie zuvor gekannte Bedeutung, denn Ablenkung und emotionale Kompensation entschieden mit über die Einsatzbereitschaft der kämpfenden Truppe. Das Wesen des nationalsozialistischen Vernichtungskriegs habe die Wehrbetreuung erst notwendig gemacht. Verantwortlich für die Organisation waren das Reichsministerium für Volksaufklärung und Propaganda, insbesondere das dortige Sonderreferat Truppenbetreuung, die mit dem Propagandaministerium verbundene Reichskulturkammer und ihre Einzelkammern, die NS-Gemeinschaft Kraft durch Freude sowie die Abteilung Inland des Oberkommandos der Wehrmacht (OKW). Klare kulturpolitische Leitlinien kamen im Konkurrenzkampf der Beteiligten jedoch nicht zustande. Vielmehr war jede Institutionen darauf bedacht, ihre unabhängige Stellung in der Truppenbetreuung zu verteidigen und ihren Machtstatus zu erweitern, auch wenn dies den Erfolg und die Qualität des Ganzen in Frage stellte.
In der modernen Truppenbetreuung ist die militärische Führung zunehmend bestrebt, der kämpfenden Truppe die Informationen und Unterhaltung zukommen zu lassen, die sie aus dem Zivilleben gewohnt ist. Dies betrifft die Lieferung von Zeitschriften, Musik, Theater- und Filmvorführungen aus dem zivilen Bereich sowie den Betrieb eigener – und ggf. zensierter – Medien, so z. B. die Zeitung The Stars and Stripes oder den Bundeswehr-Sender Radio Andernach. Ein typisches Beispiel ist hier die AFN (siehe auch Good Morning, Vietnam). In totalitären Staaten ist die Bedeutung solcher Soldatenmedien im Allgemeinen größer, da dort den Militärangehörigen vielfach die Nutzung ziviler Medien verboten ist. In den Armeen demokratischer Staaten dagegen sollen sie meist das Fehlen adäquater (oder schlicht sprachlich verständlicher) Medien im Ausland ausgleichen.
In der Bundeswehr ist die Truppenbetreuung an den jeweiligen Standorten durch Freizeitbüros organisiert.

## Prominente
Neben der truppenintern organisierten Betreuung spielt der Auftritt von Prominenten als Truppenunterhalter am Standort oder im Einsatzgebiet von Truppen eine große Rolle. Von alters her besuchen militärische und politische Führungspersönlichkeiten Truppen auch ohne konkrete militärische Notwendigkeit zwecks Abhaltung von Paraden, Verleihung von Auszeichnungen und aufmunternder Ansprachen, wobei solche Besuche als umso wirkungsvoller gelten, je näher am Kampfgebiet sie stattfinden.
Seit dem Ersten Weltkrieg gehört zur Truppenbetreuung auch der Auftritt (prominenter) Unterhaltungskünstler. Üblicherweise treten diese dann als Zivilpersonen gegen Honorar auf. Oft verzichteten diese Truppenbetreuer aber ganz oder teilweise auf ihre Gage oder traten sogar freiwillig in ihre Armee ein, um dort als Soldaten ihren Kameraden Abwechslung im Kriegsalltag zu verschaffen. Manche behielten zwar ihren Zivilistenstatus, erhielten aber aufgrund ihres Einsatzes ehrenhalber einen militärischen Rang. Bob Hope als der wohl engagierteste Truppenbetreuer der US-Streitkräfte brachte es bis zum Ehrengeneral.
Bei den Streitkräften der Vereinigten Staaten ist insbesondere die United Service Organizations dafür zuständig, die Angehörigen des Militärs und ihre Familien durch Auftritte berühmter Künstler, Ausflüge und Kurzreisen sowie zahlreicher sonstiger Hilfsangebote zu unterstützen.
Auch bei Auslandseinsätzen der Bundeswehr werden verstärkt Besuche von Prominenten organisiert. So trat im Winter 2010/2011 unter anderem der Techno-Liveact Paul Kalkbrenner für Bundeswehrsoldaten im afghanischen Kunduz auf.
Auch wenn insbesondere bei prominenten Truppenbetreuern üblicherweise darauf geachtet wird, diese nicht im unmittelbaren Gefahrenbereich einzusetzen, geriet z. B. Marlene Dietrich während der Ardennenoffensive in Feindberührung und entkam nur knapp der Gefangennahme, Glenn Miller verunglückte auf dem Flug zu einer Fronttournee tödlich.